# 滕牧
滕 牧（とう ぼく、生没年不詳）は、中国三国時代の呉の武将・政治家。青州北海国劇県の人。改名前の名は滕密と言い、丁密（丁固）と名が一緒であったため、お互いに改名した。娘は滕芳蘭（孫晧の皇后）。同族に滕胤。

## 生涯
太平元年（256年）、滕胤が孫綝と相争い戦って死去し、彼の三族も処刑された時、滕牧は滕胤の遠縁だったので、辺境の郡へ強制移住させられた。
孫休が即位して孫綝一味を誅殺すると、大赦を行なったおかげで滕牧は都へ戻る事ができ、五官中郎に任ぜられた。また孫晧は烏程侯に封ぜられた後、滕牧の娘の滕芳蘭を娶って妃とした。
元興元年（264年）7月、孫休が亡くなり孫晧が即位すると、滕芳蘭が皇后に立てられ、滕牧は高密侯に封ぜられた上で、衛将軍・録尚書事の官を授かった。
甘露2年（266年）、丁忠が西晋より帰還すると、孫晧は群臣を集めて盛大な宴会を催したが、王蕃が酔った振りをしているとして怒り、側近に王蕃の処刑を命じた。滕牧と留平が取り成したが聞き入れられず、結局王蕃は処刑された。同年（宝鼎元年）12月、孫晧が都を武昌から建業へ戻すと、滕牧は命を受け武昌に留まり、旧都の守りにあたった。
朝臣たちは孫晧の暴虐が極まると、滕牧が外戚であったことから、幾度も滕牧を推し立てて孫晧に諌めの意見を言上させた。しかしその頃、既に孫晧の滕皇后に対する寵愛が冷めかかっていたため、孫晧はますます機嫌を悪くした。それが積み重なったため、ついに滕牧は宮廷を追われて蒼梧郡に強制移住させられた。爵位こそ奪われなかったものの、島流しに近い状態であったため、滕牧は蒼梧郡に移住する途中で憂いのあまり死去してしまった。